# Verhofstede
De Brouwerij en stokerij Verhofstede is een voormalige brouwerij en likeurfabriek te Nieuwkerken-Waas aan de Vlasbloemstraat 166 en opgericht in 1885. 

## Geschiedenis
In 1885 werd een reeds bestaande brouwerij, voorheen stokerij, gekocht door Stefanie de Jaeger die even later huwde met Julien Verhofstede. Zo werd kwam de brouwerij in handen van de familie Verhofstede. Vanaf 1925 kwam zoon Eugeen Verhofstede in de brouwerij.  In 1934 werd er ook limonade geproduceerd. Gedurende Tweede Wereldoorlog nam Eugeen de brouwerij volledig over. Er werd uitsluitend bier van hoge gisting gebrouwen waaronder "Vader Abt". IN 1944 liet hij een nieuw brouwerijgebouw oprichten, ontworpen door Renaat Braem.
In de jaren 60 namen de zoons Stefaan en Christiaan Verhofstede de brouwerij over en werd deze omgevormd tot ambachtelijke stokerij. Vanaf dan werd het brouwen gestaakt en werd het volledig een likeurfabriek. Ze ontwikkelden onder meer een hopjenever, diverse likeuren, kruidenbitters en elixirs. 
In 2023 is intussen de vierde generatie aan zet. Ze lieten het gebouw, dat in de jaren '40 werd ontworpen door de bekende architect Renaat Braem,  in 2021 restaureren. 

## Producten[1]
Likeur
- Hopjenever
- Tante Andree Elixir

Bieren
- Breughel Christmas
- Edelweiss
- Edelweiss Europ-Pils
- Europ Pils
- Trappistenbier Vader Abt
- Vlaanderens Blond